# Richard Coeur-de-lion
Richard Coeur-de-lion (Ricard Cor de Lleó) és una òpera en tres actes d'André Grétry, amb llibret de Michel-Jean Sedaine. S'estrenà al Comédie Italienne de París el 21 d'octubre de 1784. És generalment reconeguda com l'obra mestra de Grétry i una de les opéras comiques franceses més importants. Es basa en una llegenda sobre el rei Ricard I d'Anglaterra en captivitat a Àustria i el seu rescat pel trobador Blondel de Nesle.	